# シャコ
シャコ（蝦蛄、青龍蝦）は、軟甲綱トゲエビ亜綱シャコ目（口脚目、シャコ類）に分類される甲殻類の総称、もしくはそのうちのシャコ科シャコ属に属する1種（学名: Oratosquilla oratoria）の和名。本項目では主に後者について扱う。寿司ダネなどになる食用種としてよく知られる。地方名にシャコエビ、ガサエビ、シャッパなどがある。

## 特徴

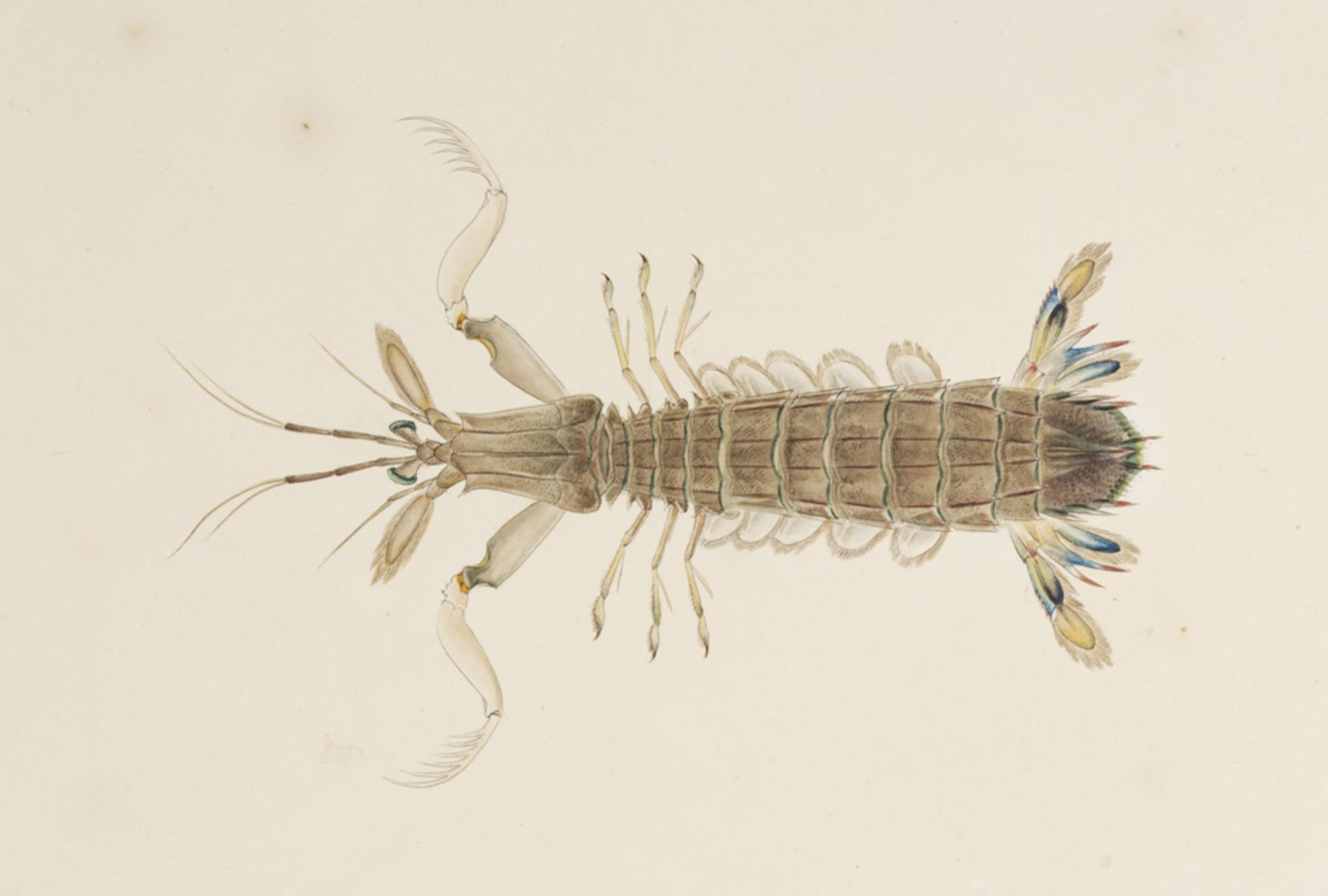
川原慶賀によるシャコの絵
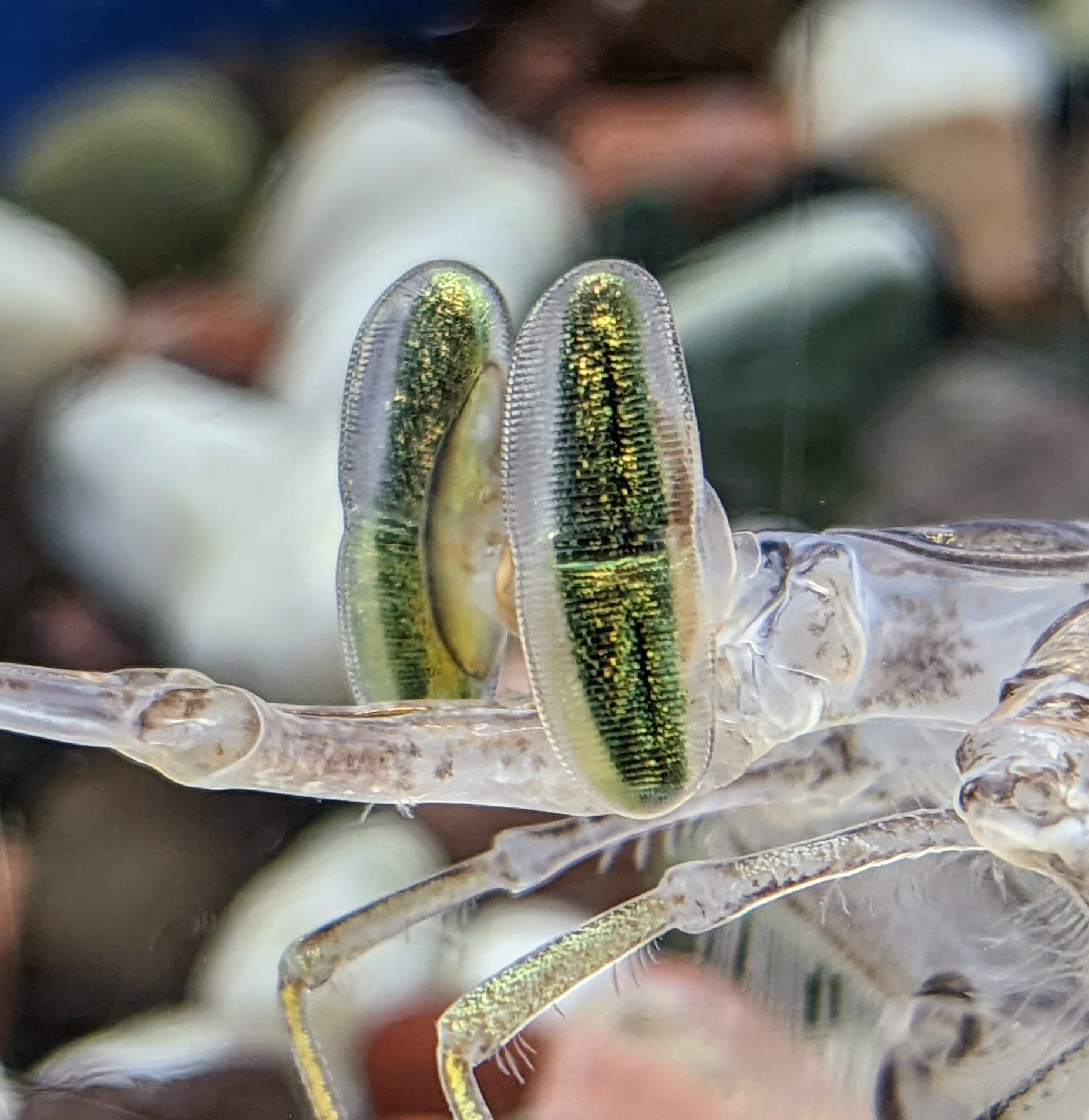
複眼側面
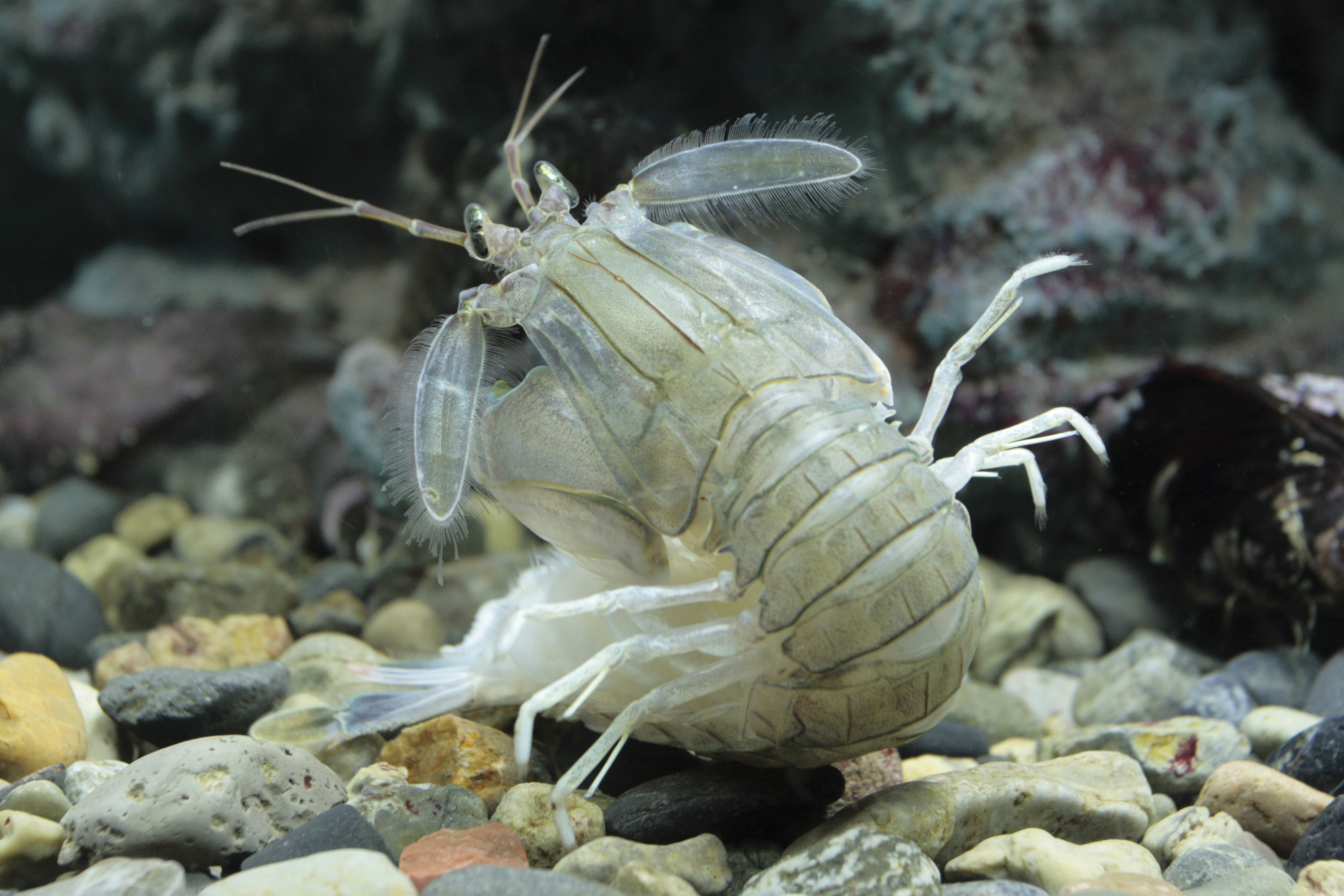
頭部と胸部背面
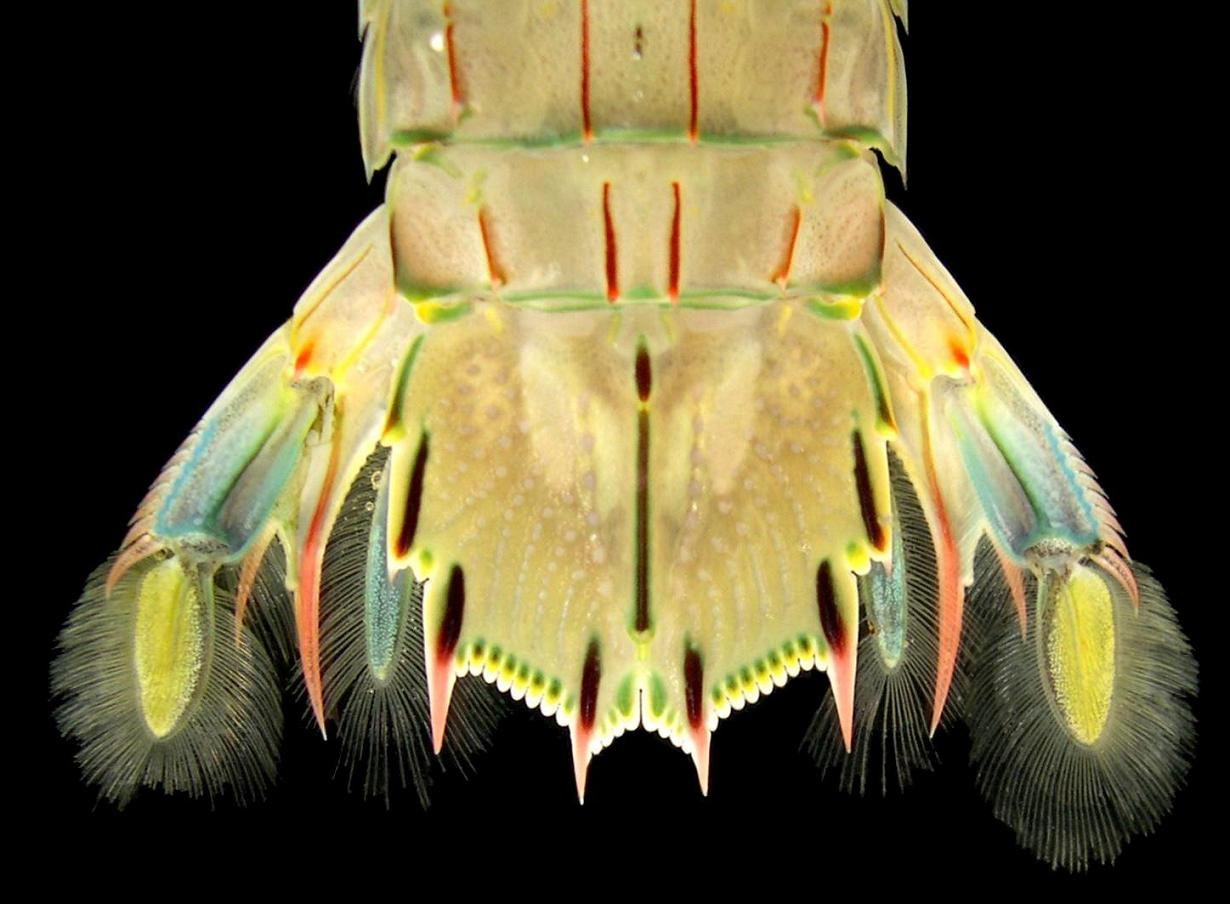
尾扇（尾肢と尾節）背面

本種を含んだシャコ類は一見してエビ類に似て、分類学上も甲殻類（甲殻亜門）のうちエビ類やカニ類などと同じ軟甲綱に属しているが、類縁関係は遠く、エビ類やカニ類は真軟甲亜綱十脚目、シャコ類はトゲエビ亜綱（口脚亜綱）で自らシャコ目（口脚目）をなしている。シャコ類は他の多くの軟甲類と同じく、19節の体節は頭部・胸部・腹部に分かれ、19対の付属肢（頭部5対、胸部8対、腹部6対）をもつが、シャコ類は胸部後4節が明らかに分節し、頭部背面の外骨格（背甲）に癒合していない（エビ類やカニ類の頭部と胸部は完全に癒合した頭胸部で背甲に覆われている）。また、エビ類に見られるようなハサミ（鋏脚）も存在しない。
他のシャコ類と同様、体型は細長い筒状で、頭部から胸部はやや小さく、腹部の方が大きく発達する。頭部には複眼、2対の触角（第1触角・第2触角）と3対の顎（大顎・第1小顎・第2小顎）、胸部には5対の顎脚（第2対は発達した鎌状の捕脚）と3対の歩脚、腹部には6対の腹肢（鰓をもつ5対の遊泳肢と硬化した棘をもつ1対の尾肢）がある。
体長は12-15cm前後。全長20cmに達することもある。背面の体表は粒状の穴が密集している。体色は主に薄灰色から茶色で、背面の隆起線は暗赤色、背甲・胸節・腹節の後方の境目は緑色を帯びるが、尾扇の部分はより派手な色をもつ（後述）。
先頭の体節（先節）から突出した複眼は眼柄より広く、縦長い2葉状に分かれている。背甲は縦長い台形で体長の約1/5を占め、両前端に1対の棘、背面中央にY字状の隆起線がある。複眼と触角の体節を覆い被さる額板は台形から正方形で短い。捕脚（第2顎脚）の第3肢節は先端外側の腹面に1本の棘、第5肢節は前縁に小さな櫛状の歯と3本の可動棘、最終肢節は先端含めて6本の歯をもつ。第5-7胸節のそれぞれの側縁は前後2葉に分かれ、そのうち第5胸節の前葉は細長く鋭い棘状。背面は第6胸節から第6腹節にかけて2対の隆起線が走る。直後の尾節（後述）と尾扇を形成する尾肢は原節の叉状突起は赤色、外肢基部節末端は暗青色、末節は黄色で内縁は黒色。末端の幅広い尾節は背面中央に顕著な隆起線があり、そこから縁部に向かって放射肋が形成される。縁辺部は3対の主要棘が突出し、その間に並んだ中間歯は4本以上ある。尾節中央と主要歯の隆起線は暗緑色から暗茶色、主要歯の先端は赤色。
円偏光の回転方向を識別できる。ただし、これは本種に特有せず、少なくともシャコ属の数種に共通の特徴である。円偏光に限定しなければ、偏光の視覚はシャコ類の数科の広範囲と一部の頭足類に確認されている。

## 生態
シャコ類の中で本種は最も北の海域に生息し、北はロシア沿海州から南は台湾にかけて分布する。
内湾や内海の泥底や砂泥底に生息し、海底の砂や泥にU字形の巣穴を掘って生活する。肉食性で、他の水生動物を強大な捕脚を用い捕食する。シャコ類の捕食方法は、原則として捕脚内側の棘で柔らかい獲物を捕獲する刺撃型（spearer）と、捕脚外側の縁で硬い獲物の殻を叩き割る打撃型（smasher）という二つのグループに分かれている。本種は形態上では刺撃型だが、食性的にはむしろ両方の中間程度に近い。捕脚は柔らかい魚や多毛類（ゴカイ、イソメなど）だけでなく、硬い殻に包まれた他の甲殻類と貝類を捕食することもできる一方、純粋な刺撃型と打撃型ほど優れていなかった（左右に平たい魚類を捕まえるには不向きで、小型個体の打撃はアサリほどの硬い殻を割れない）。
環境の変化に強く、一時東京湾の海洋汚染が進んだ時期には「東京湾最後の生物になるだろう」といわれていたこともあった。

## 食材としての利用

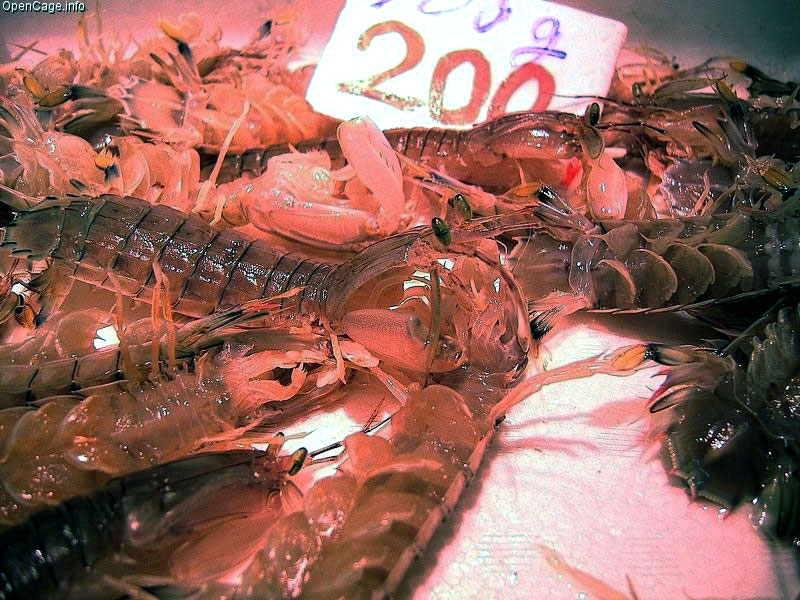
市場で売られているシャコ

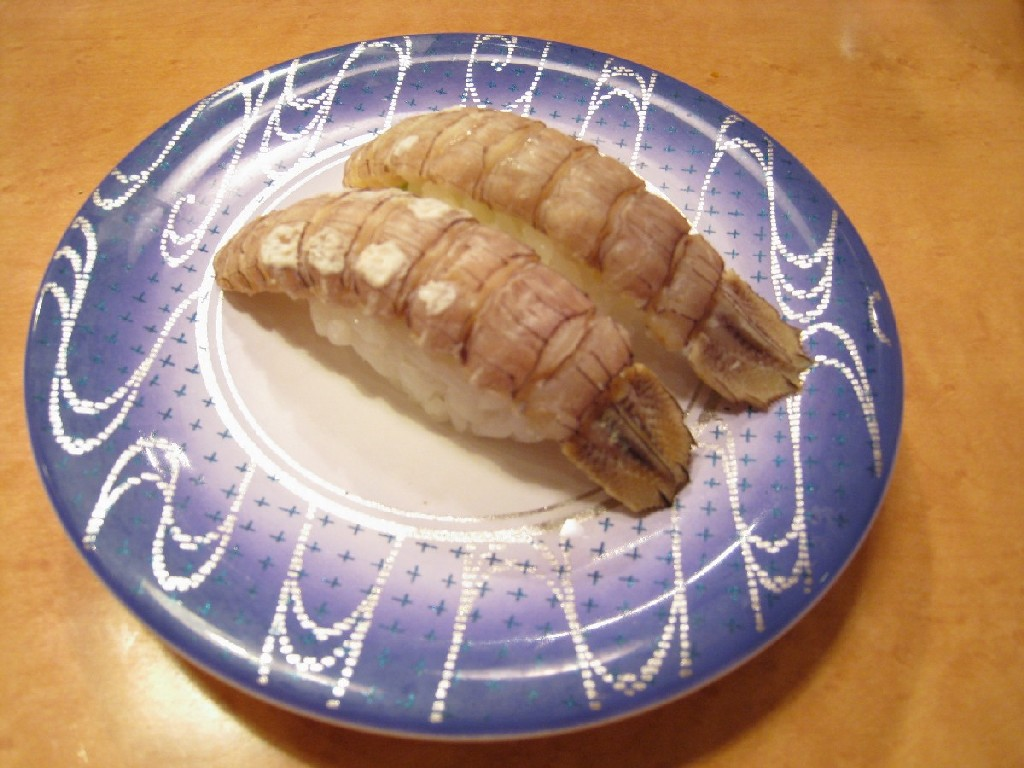
シャコの握り寿司

エビよりもアッサリとした味と食感を持つ。旬は産卵期である春から初夏。秋は身持ちがよい（傷みにくい）。日本では、新鮮なうちに茹で、ハサミで殻を切り開いて剥き、寿司ダネとすることが最も多い。捕脚の肉は「シャコツメ」と呼ばれ、軍艦巻きなどにして食べられることが多く、一尾から少量しか取れない珍味。産地では、塩茹でにして手で剥いて食べたり、から揚げにすることが多い。産卵期の卵巣はカツブシと呼ばれて珍重されるため、メスのほうが値段が高い。また、ごく新鮮なうちに刺身として生食する場合もある。
シャコは死後時間が経つと、殻の下で酵素（本来は脱皮時に使われる）が分泌され、自らの身を溶かしてしまう。そのため、全体サイズの割に中身が痩せてしまっていることも多い。これを防ぐには、新鮮なうちに茹でるなどして調理してしまうことである。活きた新鮮なシャコは珍重されるが、勢いよく暴れる上に棘が多く、調理時に手に刺さる場合があるため取り扱いには注意が必要である。

### 東京都
- 品川めし - シャコを使った品川の郷土料理。

### 岡山県
- ばら寿司 - 岡山県の郷土料理であり、地域や時期によっては具材のひとつとしてシャコが用いられる。
- シャコ丼 - 笠岡市に「シャコ丼の店」がある。シャコ丼、シャコラーメンなどを食べられる。

### 青森県
青森県では桜の花見にシャコを食べる風習がある。

### 北海道
北海道では春シャコ、秋シャコを食べる。水揚げは、石狩・小樽など。

## 地方名
江戸時代はシャクナゲと言われていた。淡い灰褐色の殻を茹でると紫褐色に変わり、それがシャクナゲの花の色に似ていたところから付けられた名である。シャクナゲは石楠花、または石花と書き、シャクカがなまってシャコと呼ばれるようになった。シャク、シャクナギと呼ぶ地域もある。
北陸3県や青森県ではガサエビ、福岡県筑後地方南部ではシャッパ、熊本県ではシャクとも呼ばれる。
「シャコエビ」などと呼ばれることもあるが、前述の通り、本種を含むシャコ類自体はそもそもエビ類ではない。別にハサミシャコエビという種もいるが、エビ類でありシャコ類ではない。
また、地域によっては別系統であるエビの1種アナジャコも「シャコ」と呼ぶ場合もある。

## 分類
シャコ類（シャコ目/口脚目 Stomatopoda）の中で、シャコ Oratosquilla oratoria はシャコ上科（Squilloidea）シャコ科（Squillidae）シャコ属（Oratosquilla）に分類される。本種は記載当初 (De Haan, 1844) から長い間 Squilla oratoria として同科のホンシャコ属（Squilla）に分類されていたが、Manning (1968) によりシャコ属を新設され、その模式種（タイプ種）として再分類されるようになった。
シャコに近縁な日本産シャコ類には以下のものがある。これらはかつては同じシャコ属とされていたが、20世紀末頃からそのうち数種が新たな2属に分類されるようになっている。
- Oratosquilla Mannin, 1968 シャコ属
  - Oratosquilla kempi (Schmitt, 1931) ミナミシャコ
- Oratosquillina Mannnig, 1995 シャコモドキ属
  - Oratosquillina perpensa (Kemp, 1911) オキナワシャコ
- Quollastria Ahyong, 2001 ニセシャコ属
  - Quollastria gonypetes (Kemp, 1911) ハヤマシャコ
  - Quollastria imperialis (Manning, 1965) テンノウシャコ

シャコ類全体の分類についてはシャコ目#分類を参照のこと。
同じシャコと名のつく生物としてアナジャコなどが挙げられるが、エビ類の1種でシャコ類ではない。